# Justin Bonomo
Justin Bonomo (30 september 1985) is een Amerikaans professioneel pokerspeler. Hij won onder meer het $1.500 No Limit Hold'em Six Handed-toernooi van de World Series of Poker 2014 (goed voor een hoofdprijs van $449.980,-). Daarnaast won hij onder meer het $5.000 + 150 No Limit Hold'em - Championship Event van het WSOP Circuit 2009 (goed voor $227.692,-) en het €98.500 + 1.500 No Limit Hold'em - 8 Max Super High Roller Reload-toernooi tijdens de EPT Grand Final 2012 in Monte Carlo (goed voor $2.165.217,-).
Bonomo won tot en met mei 2021 meer dan $53.200.000,- in pokertoernooien (cashgames niet meegerekend).

## Wapenfeiten
Bonomo begon in 2005 met het winnen van geldprijzen binnen het professionele pokercircuit. Zijn eerste cash was die in het $7.800 + 200 WPT Main Event - No Limit Hold'em-toernooi van de World Poker Tour 2005, waarin hij dertigste eindigde en daarmee $15.600,- verdiende. Dat jaar speelde hij zich ook voor het eerst 'in het geld' op de European Poker Tour. Bonomo's eerste verdiensten op de World Series of Poker volgden op het evenement van 2007, waarop hij drie keer prijzengeld verdiende. De eerste de beste keer werd Bonomo vierde in het $2.000 No Limit Hold'em-toernooi.
Nog dichter bij zijn eerste officiële hoofdprijs op een van de drie grote pokertours, kwam Bonomo op zowel de WSOP 2008, de WSOP 2011 als in het vijfde toernooi van de WSOP 2014. Hij werd alle drie de keren tweede, achter achtereenvolgens Erick Lindgren, Lenny Martin en Tuan Le. Vier dagen na zijn derde gemiste kans op zijn eerste WSOP-titel was het wel raak. Op het $1.500 No Limit Hold'em Six Handed-toernooi van de WSOP 2014 rekende hij af met een deelnemersveld van 1586 concurrenten.

## WSOP
| Jaar                       | Toernooi                                               | Prijs         |
| -------------------------- | ------------------------------------------------------ | ------------- |
| World Series of Poker 2014 | $1.500 No Limit Hold'em - Six Handed                   | $449.980,-    |
| World Series of Poker 2018 | $10.000 Heads Up No Limit Hold'em Championship         | $185.965,-    |
| World Series of Poker 2018 | $1.000.000 No Limit Hold'em - The Big One for One Drop | $10.000.000,- |